# Metafilozofia
Metafilozofia (stgr. μετά + φιλοσοφία) – dział filozofii zajmujący się badaniem jej celów, założeń i metod.
Metafilozofię określa się czasami jako filozofię filozofii, czyli filozofię "drugiego poziomu" (stąd: meta-filozofia) .

## Historia
Metafilozofia rozwinęła się w XX wieku, jako rozwinięcie koncepcji Ludwiga Wittgensteina . Problematykę metafilozoficzną można odnaleźć również u wcześniejszych filozofów, w szczególności u Platona, Arystotelesa, Kartezjusza, Kanta czy Hegla .
Po raz pierwszy w języku angielskim tego terminu używał Morris Lazerowitz (jak sam podawał, było to w 1940 a po raz pierwszy w druku w 1942) . Odpowiedniki tego pojęcia funkcjonowały już wcześniej w innych językach. Upowszechnienie nastąpiło natomiast za sprawą filozofii anglojęzycznej .
Lazerowitz podążając za Ludwigiem Wittgensteinem uważał, że metafilozofia jest poza-filozofią - dyscypliną uprawianą przez "spadkobierców" czy "dziedziców tradycji filozoficznej" . Miała być "badaniem natury filozofii w celu wyjaśnienia, dlaczego nie istnieją bezsporne twierdzenia i argumenty filozoficzne". Metafilozofia miała ukazywać pozorność pytań filozoficznych, wskazując ich źródło psychologiczne lub językowe (w błędach języka). Z kolei niektórzy filozofowie inspirowani myślą Marksa czy Heideggera jako metafilozofię uznawali post-filozofię, czyli refleksję uprawianą we współczesnej, uznawanej za schyłkową, epoce i oceniającą tradycję filozoficzną jako zamkniętą całość .
W II połowie XX w. w krajach anglosaskich zaczęto traktować metafilozofię jako odrębny dział filozofii. Nie była ona dyscypliną poza-filozoficzną, lecz filozofią drugiego poziomu, filozofią o filozofii. Znaczenie to wkrótce stało się dominującym. Takiej metafilozofii poświęcone jest założone w 1970 czasopismo Metaphilosophy.
Współcześnie, metafilozofia uprawiana jest w ramach wszystkich zasadniczych nurtów filozoficznych .
W Polsce prace z zakresu metafilozofii zainicjował w latach pięćdziesiątych XX w. Jerzy Kalinowski, rozumiejąc ją jako metodologię filozofii, prowadzącą do uczynienia z filozofii naukę.

## Problematyka
Do zasadniczych problemów metafilozofii należą :
- Czym jest filozofia?
- Jaki jest/powinien być cel filozofii?
- W jaki sposób powinno się filozofować?

Do metafilozofii należą także badania z zakresu psychologii filozofii, socjologii filozofii i socjologii wiedzy, metodologii filozofii i historii filozofii.